# Wilhelm Orlik-Rückemann

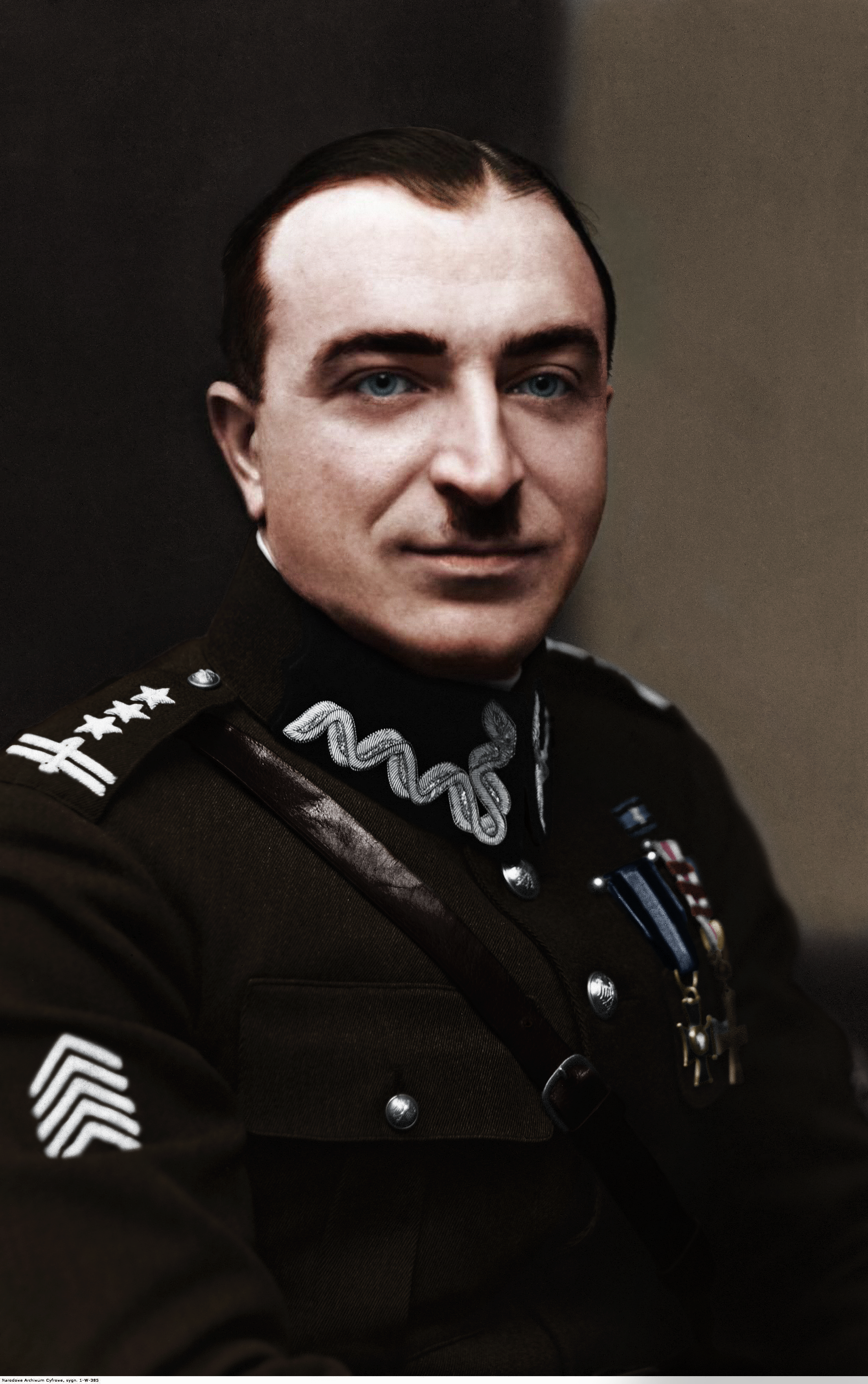
Wilhelm Orlik-Rückemann

Wilhelm Orlik-Rückemann (* 1. August 1894 in Lemberg; † 18. Oktober 1986 in Ottawa) war ein polnischer General.

## Leben
Wilhelm Rückemann wurde 1894 im österreichischen Galizien in eine polnische Familie mit jüdischen Wurzeln geboren. Nach der Beendigung der Grundschule erfolgte 1910 sein Studium im Realgymnasium in Lemberg. Er wurde Mitglied im Freiheitsverein „Zarzewie“ und im Schützenverband „Strzelec“. Ein 1912 begonnenes Studium für Straßen- und Brückenbau im Polytechnikum seiner Heimatstadt wurde nach Ausbruch des Ersten Weltkrieges unterbrochen.

### Früher Militärdienst
Ab August 1914 kämpfte er in der k.u.k. Armee bei der Polnischen Legion unter Józef Piłsudski gegen die russischen Truppen. Vom 13. November bis 26. Dezember 1915 war er Kommandant des 1. Bataillons, und vom 15. März bis 4. April 1916 diente er als Kommandeur des 3. Bataillons des 6. Infanterie-Regiments. Nach dem Vormarsch der Mittelmächte in der Ukraine entwich er im Juli 1917 aus dem k.u.k. Heeresdienst und führte Dienste bei der geheimen Organisation der Aufstellung einer nationalen Polnischen Armee. Am 4. November 1918 trat er offiziell der neu gegründeten polnischen Armee bei. Während des Polnisch-Ukrainischen Krieges wurde er gefangen genommen und blieb bis Ende 1918 von Skoropadskis Geheimdienst interniert. Nach der Unterzeichnung des Bündnisses zwischen Piłsudski und Petlura wurde er freigelassen.
Während des Polnisch-Sowjetischen Krieges führte er zunächst im Juli 1920 das 2. Infanterie-Regiment und übernahm am 16. August die Führung über das 1. Panzerregiment, das er bis 1921 kommandierte. 1922 fungierte er als Inspekteur der Panzerwaffe im Infanterie-Departement des Verteidigungsministeriums. Von 1923 bis Mai 1927 war er erneut Führer des 1. Panzerregiments, dazwischen wurde er am 15. August 1924 zum Oberst befördert.
Von 1927 bis 1928 war er Kommandeur der Grenzschutzbrigaden, danach hatte er bis 1932 Kommando über die 23. Infanterie-Division inne. Im Januar 1928 wurde er zum stellvertretenden Kommandeur der 23. Infanterie-Division in Kattowitz ernannt. Am 30. April 1927 wurde er zum Leiter der Abteilung V im Ministerium für militärische Angelegenheiten ernannt und war für die gepanzerte Waffen zuständig. Vom 6. Dezember 1930 bis zum 31. Juli 1931 besuchte er den Fünften Führerkurs an der Höheren Militärschule in Warschau. Am 27. Februar 1932 übernahm er das Kommando der 9. Infanterie-Division und wurde am 21. Dezember 1932 zum Brigadegeneral ernannt, ein Rang der am 1. Januar 1933 in Wirkung trat. Zwischen Dezember 1938 und August 1939 war er Stellvertretender Kommandant des östlichen Korpus Ochrony Pogranicza (KOP) gegenüber der Sowjetunion.

### Im Zweiten Weltkrieg
Nach dem deutschen Überfall auf Polen wurde er als Befehlshaber des Grenzschutzkorps-Ost bestätigt und sah sich Mitte des Monats mit dem Grenz-Übergang sowjetischer Truppen konfrontiert. Seine Truppen standen ab 17. September aktiv im Kampf gegen die von Osten einmarschierende Rote Armee. Ab 20. September marschierten seine Truppen auf Busk ab, bis 25. September folgte er parallel marschierend die auf die Demarkationslinie zurückgehenden deutschen Truppen in den Raum Rawa Ruszka. In der Nacht vom 27. auf den 28. September näherten sich seine Truppen der Stadt Schazk und griffen in der Schlacht bei Szack die sowjetische 52. Schützendivision erfolgreich an. Am 30. September überquerten seine Einheiten den Bug und wurden ihrerseits am 1. Oktober beim Dorf Wytyczno von der sowjetischen 45. Schützendivision angegriffen. Nach der Loslösung vom Feind erreichte er bei Mielniki die Vereinigung mit der zurückgegangenen Gruppe des Generals Kleeberg. Am 6. Oktober 1939 erfolgte gegenüber den deutschen Truppen die Kapitulation im Raum Dęblin. Orlik-Rückemann entkam der Gefangennahme durch seine rechtzeitige Flucht über Litauen nach Schweden. Von dort gelangte er dank der Hilfe des polnischen Konsulats Ende Oktober nach Großbritannien.
Bis zum Kriegsende hatte Orlik-Rückemann bei der Polnischen Exilregierung in London verschiedene Stabsfunktionen inne. In den Jahren 1945–1947 war er im Generalinspektorat des Polnischen Korps für die Distributionspolitik in Großbritannien tätig. 1947 ging General Orlik-Rückemann in Ruhestand und verblieb im Exil. Er lebte lange in London, bevor er 1972 seiner Familie nach Kanada nachfolgte. Er starb 1986 in Ottawa und wurde dort beigesetzt.